# Calciano
Calciano est une commune italienne de moins de 1 000 habitants, située dans la province de Matera, dans la région Basilicate, en Italie méridionale.

## Administration
| Période                                  | Période  | Identité                   | Étiquette             | Qualité |
| ---------------------------------------- | -------- | -------------------------- | --------------------- | ------- |
| 25 mai 2014                              | En cours | Arturo Giuseppe De Filippo | Calciano nel Cuore    |         |
| 14 juin 2004                             |          | Salvatore Auletta          | Pace, Lavoro, Libertà |         |
| Les données manquantes sont à compléter. |          |                            |                       |         |

### Communes limitrophes
Accettura, Albano di Lucania, Campomaggiore, Garaguso, Grassano, Oliveto Lucano, Tricarico

### Jumelages
Montalto Uffugo  (Italie)